# Metoligotoma bidens
Metoligotoma bidens är en insektsart som beskrevs av Davis 1938. Metoligotoma bidens ingår i släktet Metoligotoma och familjen Australembiidae. Inga underarter finns listade i Catalogue of Life.